# Cijanat
Cijanatni jon je anjon sa hemijskom formulom − ili −. U vodenom rastvoru on deluje kao baza, koja formira izocijanatnu kiselinu, HNCO. Cijanatni jon je ambidentatni ligand, koji formira komplekse sa metalnim jonom u kojima bilo azot ili kiseonik mogu da budu donor elektronskog para. On isto tako može da deluje kao premoštavajući ligand. Organski cijanati se nazivaju izocijanatima kad postoji C-N=C=O veza i cijanatnim estrima kad postoji C-OCN veza.

## Cijanatni jon
Tri atoma jona cijanata leže na pravoj liniji. Elektronska struktura je
{\displaystyle \mathrm {:O-C\equiv N:} }
sa jednostrukom C-O vezom i trostrukom C-N vezom. Infracrveni spektar cijanatne soli ima bend na 2096 cm−1. Takva visoka frekvencija je karakteristična za trostruku vezu. Cijanatni jon je Luisova baza. Oba atoma, kiseonik i azot, mogu da imaju slobodni par elektrona, i bilo jedan ili drugi, ili oba mogu da doniraju akceptore (ambidentatni ligand).

## Literatura
- Greenwood, Norman N.; Earnshaw, Alan (1997). Chemistry of the Elements (II изд.). Oxford: Butterworth-Heinemann. ISBN 0080379419.
- Nakamoto, K. (1997). Infrared and Raman spectra of Inorganic and Coordination compounds. Part A (5th изд.). Wiley. ISBN 0471-16394-5.
- Wells, A.F (1962). Structural Inorganic Chemistry (3rd. изд.). Oxford: Clarendon Press. ISBN 978-0-19-855125-6.

## Spoljašnje veze
- Kalijum cijanat Архивирано на веб-сајту  (7. октобар 2013)